# Barrio Adentro
Barrio Adentro (dt. etwa: Hinein ins Viertel) ist ein Programm der venezolanischen Regierung unter Hugo Chávez, das eine medizinische Grundversorgung der ärmsten Menschen Venezuelas vor allem in den Barrios (Armenvierteln) gewährleisten soll. 

## Aufbau und Zweck
Durch ein neues dreistufiges Gesundheitssystem soll auch den Bewohnern der ärmsten Stadtteile ein dauerhafter Zugang zum Gesundheitswesen eröffnet werden. Die unterste Ebene bilden knapp 15.000 Ärzte, die in den Armenvierteln in sogenannten Gesundheitsstationen eine medizinische Grundversorgung bieten. Kompliziertere Fälle werden von den Stadtteilärzten an die neuen Volkskliniken überwiesen, noch aufwendigere Behandlungen an die Polikliniken. Auch die Nachbehandlung wird wieder in den Armenvierteln übernommen. Das von der Regierung finanzierte Programm ist allerdings auf die Unterstützung durch die Gemeindezentren vor Ort angewiesen, die von den lokalen Behörden und Freiwilligen organisiert werden. Sie planen den Einsatz der Ärzte und bringen das neue Angebot der Bevölkerung nahe.
Beim Projekt „Barrio Adentro“ arbeiten vor allem kubanische Ärzte, die sich bereit erklärt haben für eine gewisse Zeit in den Armenvierteln zu leben und die Menschen zu behandeln. Für das Projekt sind mehrere tausend kubanische Ärzte von Kuba nach Venezuela gekommen. Auch die Beschaffung der Medizintechnik erfolgt zentral über Kuba. Dies ist Teil des kubanischen Internationalismus, der die bolivarianische Revolution in Venezuela unterstützt und zudem Bestandteil des Programms „Ärzte gegen Öl“, bei dem Kuba als Gegenleistung für die Entsendung von Ärzten mit venezolanischem Öl versorgt wird. 
Schon vorher gab es zwei unentgeltliche Gesundheitsdienste. Neu an Barrio Adentro ist, dass sich kubanische Ärzte zu Hausbesuchen in die von Kriminalität zerrütteten Stadtbezirke wagen, da ihre wohlhabenderen einheimischen Kollegen diese Gegenden aus Angst vor Entführungen und Lösegelderpressungen meiden. Vier Jahre nachdem die venezolanische Regierung mithilfe der kubanischen Ärzte medizinische Notprogramme in den Armenvierteln des Landes aufgebaut hatte, wurde ein Teil dieser Arbeit erstmals von einheimischen Medizinern übernommen.

## Erfolgsbilanz
Beide Seiten profitierten bisher von dem Programm, da es in Kuba bislang ein ernsthaftes Energieproblem gab, während die in Kuba in großer Zahl ausgebildeten Ärzte die dramatische Lücke bei der bisherigen medizinischen Versorgung der armen Bevölkerung in Venezuela schließen konnten. Vor Beginn des Programms waren 60 Prozent der Bevölkerung von medizinischer Erstversorgung ausgeschlossen. Als das Programm 2003 begonnen wurde, hatten sich nur 50 Ärzte aus Venezuela gemeldet. Im Jahr 2009 sind nach Angaben von Prensa Latina 1584 venezolanische Ärzte neben 12.581 Medizinern aus Kuba in das Projekt eingebunden. Insgesamt wurden 4500 Zentren zur unentgeltlichen Erstversorgung eingerichtet. Laut einem vom Lateinamerikanischen Institut für Sozialforschung veröffentlichten Bericht aus dem Jahre 2008 profitieren aber weit weniger Menschen von der Mission als von der Regierung angegeben. Während die Regierung angibt, von dem Programm würden 70 Prozent der armen Bevölkerung profitieren, seien es selbst in ihrer besten Zeit (2004) nur 30 Prozent der Zielgruppe gewesen und im Jahr 2008 nur noch 20 Prozent.